# Bryophryne gymnotis
Bryophryne gymnotis es una especie de anfibio anuro de la familia Craugastoridae.

## Distribución geográfica
Esta especie es endémica de la provincia de La Convención en la región de Cuzco en Perú. Se encuentra entre los 3272 y 3354 m sobre el nivel del mar.

## Publicación original
- Lehr & Catenazzi, 2009: Three new species of Bryophryne (Anura: Strabomantidae) from the region of Cusco, Peru. South American Journal of Herpetology, vol. 4, n.º 2, p. 125-138.[4]